# Macizo de Vélez
El macizo de Vélez es un conjunto montañoso situado en la zona oriental de la provincia de Málaga, en España, concretamente en la comarca de La Axarquía. Está delimitado por la vega de Vélez al oeste y la vega de Nerja al este. Al norte limita con las sierras de Tejeda y Almijara y al sur, con el litoral de la Costa del Sol Oriental. Históricamente, la zona es conocida como Tierras de Benthomiz o Taha de Benthomiz por la fortaleza situada en el cerro homónimo. 

## Geografía
Presenta una intrincada orografía de lomas, cerros de mediana altura, valles y vaguadas, con una altitud que oscila entre los 100 y los 860 m s. n. m. Algunas cotas máximas son Benthomiz (706 m), Veas (703 m), Rábita de Sayalonga (672 m), Rábita de Torrox (698 m) y Cerro del Lagar (760 m). La máxima cumbre es el cerro Fogarate de 860 m s. n. m.
Posee un clima suave por la influencia del mar Mediterráneo y la barrera de las sierras que lo limitan por el norte, que lo resguradan de las inclemencias del interior de la península. 
La mayoría de los ríos proceden de manantiales de la sierra de Almijara, como el río Algarrobo, el río Torrox, el río Seco y el río Güi, que desembocan en el mar, y el río Rubite, afluente de la margen izquierda del río Vélez, y el río Higuerón, afluente del Chíllar.
Los mayores asentamientos son los de las localidades de Torrox, Algarrobo, Sayalonga, Corumbela, Arenas, Árchez, Daimalos, Sedella, Salares y La Viñuela. En la periferia del macizo se sitúan Frigiliana, Cómpeta, Canillas de Albaida, Canillas de Aceituno, Alcaucín, Benamargosa, Vélez-Málaga, Algarrobo Costa, Lagos, Mezquitilla y Torrox Costa.

## Flora y fauna
El macizo de Vélez es una zona eminentemente agrícola y de fuerte actividad humana por lo que la flora y fauna autóctonas se encuentran muy disminuidas. Debido a la escasez de agua, los cultivos de regadío se limitan a los fondos de los valles siendo predominante los cultivos de secano, muy especialmente el olivo, la viña y el almendro. La actividad agrícola y ganadera ha conllevado a la práctica desaparición de la vegetación autóctona, que habría consistido en encinares con algunos alcornocales en las zonas más húmedas, de los que se conservan encinas sueltas así como jarales y eriales en los campos abandonados y comunidades riparias junto a los ríos.
La fauna predominante es la que mejor se adapta a los cultivos leñosos, tales como el camaleón, el jilguero, el verderón, el ratón moruno y la rata negra y sus depredadores el zorro y la gineta. En la zonas de matorral se encuentran el lagarto ocelado y el cernícalo vulgar mientras que en las zonas riparias están presentes el sapillo pintojo, el ruiseñor, el galápago leproso y la culebra viperina.